# Jazz na ulicach
Jazz na ulicach – album studyjny Marii Sadowskiej z 2014 roku. Płytę zapowiadał singel „Life Is a Beat”.
Nagrania uzyskały status złotej płyty.

## Lista utworów
| 1.  | „Baba”                                  | 4:03  |
|     |                                         |       |
| 2.  | „Jazz na ulicach” feat. Urszula Dudziak | 4:36  |
|     |                                         |       |
| 3.  | „Life Is a Beat”                        | 4:08  |
|     |                                         |       |
| 4.  | „Anyway”                                | 6:09  |
|     |                                         |       |
| 5.  | „Warsaw”                                | 4:20  |
|     |                                         |       |
| 6.  | „Game 4 the Angels”                     | 4:38  |
|     |                                         |       |
| 7.  | „Front Line”                            | 4:07  |
|     |                                         |       |
| 8.  | „Raise Your Hands”                      | 4:28  |
|     |                                         |       |
| 9.  | „Ludzie”                                | 3:36  |
|     |                                         |       |
| 10. | „Klikam”                                | 4:48  |
|     |                                         |       |
| 11. | „Kto dogoni wiatr”                      | 3:37  |
|     |                                         |       |
|     |                                         | 48:30 |
|     |                                         |       |

## Twórcy
- Maria Sadowska – śpiew
- Arkadiusz Nawrocki – fortepian
- Tomasz Łabanowski – gitary
- Kacper Zasada – kontrabas
- Bartosz Nazaruk – perkusja

gościnnie
- Urszula Dudziak – śpiew (2)
- Marcin Cichocki – fortepian
- Adam Baron – instrumenty dęte
- Krzysztof Sadowski – organy Hammonda (11)
- Mariusz Mocarski – perkusja
- Małgorzata Janek, Beata Orbik, Małgorzata Auron – chórki

## Pozycje na listach
| Lista (2014)  | Najwyższa pozycja |
| ------------- | ----------------- |
| Polska (OLiS) | 24                |